# Декрет про землю 1917
Декрет про землю 1917 — перший законодавчий акт Радянської Росії. 

## Історія
Підготовлений В. Леніним і за його доповіддю прийнятий Другим Всеросійським з'їздом рад 1917 в екстремальних умовах — у 2 години ночі з 8 листопада (26 жовтня) на 9 листопада (27 жовтня). 

## Зміст
Складався з 5 пунктів та введеного до 4-го пункту «Селянського наказу про землю», підготовленого редакцією «Известий Всероссийского Совета крестьянских депутатов» на основі 242 місцевих селянських наказів на 1-й Всеросійський з'їзд рад селянських депутатів, який відбувся 17(04) травня — 10 червня (28 травня) 1917 у Петрограді (нині м. Санкт-Петербург).
Декрет скасував приватну власність на землю, земля переходила у всенародну власність. Поміщицькі, удільні, монастирські, церковні землі з усім реманентом та будівлями передавалися в розпорядження волосних земельних комітетів та повітових рад селянських депутатів. Були визначені принципи землеволодіння та землекористування: заборонявся продаж землі, здача її в оренду чи під заставу. Надра, ліси, води ставали власністю держави. Висококультурні господарства переходили в підпорядкування держави або сільських громад. Категорично заборонялося використовувати найману працю. Форми господарювання на землі були вільними: подвірна, хутірська, общинна, артільна. Розподіл землі був зрівняльним, за трудовою чи споживчою нормою.
Згідно з декретом селяни мали отримати 15 млн десятин поміщицької та іншої землі й 8 млн десятин надлишків землі заможних селян, майже 3,5 млн голів великої рогатої худоби та коней. Селяни звільнялися від щорічної орендної плати за землю та інших повинностей на суму понад 100 млн рублів золотом. (Див. також Аграрне питання в українській революції 1917-1921.)